# Vitvingad parakit
Vitvingad parakit (Brotogeris versicolurus) är en fågel i familjen västpapegojor inom ordningen papegojfåglar.

## Utseende och läte
Vitvingad parakit är en liten lysande grön papegojfågel, med i flykten ett iögonfallande mönster i gult och vitt på vingarna. Vidare har den lång och spetsig stjärt, matt skäraktig näbb och vit ögonring. Lätena är skarpa och ljusa.

## Utbredning och systematik
Fågeln förekommer i låglänta områden från sydöstra Colombia till östra Peru och Amazonområdet i Brasilien. Införda bestånd har även etablerat friflygande populationer i bland annat södra Kalifornien och södra Florida. Den behandlas som monotypisk, det vill säga att den inte delas in i några underarter.

## Status
Arten har ett rätt stort utbredningsområde och beståndet anses stabilt. Internationella naturvårdsunionen IUCN listar den därför som livskraftig (LC).